# 黑尔茨山
47°26′18″N 8°03′03″E / 47.438275°N 8.050956°E
黑爾茨山（德語：Herzberg）是瑞士阿爾高州的山峰，位於該國北部，屬於汝拉山的一部分，處於登斯比倫，距離施特里厄山0.9公里，海拔高度750米。